# Román Sudupe Olaizola
Román Sudupe Olaizola (Azcoitia, Guipúzcoa, 21 de junio de 1947) es un ingeniero y político español de ideología nacionalista vasca. Ha ocupado cargos políticos de significación dentro de su provincia natal de Guipúzcoa de la que fue Diputado General entre 1993 y 2001. También ocupó el cargo de presidente del Partido Nacionalista Vasco entre 1984 y 1985.

## Biografía
Realizó sus estudios de formación profesional en la Escuela Profesional de Azcoitia y en la Escuela Politécnica de Mondragón. Posteriormente cursó la carrera de ingeniero técnico industrial en San Sebastián. Su trayectoria profesional estuvo siempre ligada a la empresa Acería y Forjas de Azcoitia (AFORA), posteriormente integrada en GSB y en el grupo CIE Automotive. Sudupe se reintegró a esta empresa en los intervalos que tuvo de su extensa trayectoria política.
En el plano personal está casado y tiene 3 hijos, dos chicos y una chica.

### Inicios de su carrera política
Se afilió al Partido Nacionalista Vasco en su juventud. Entre 1977 y 1979 fue miembro del Gipuzkoa Buru Batzar (GBB), ejecutiva de este partido en Guipúzcoa.
Fue elegido alcalde de su localidad natal, Azcoitia en 1979 en las primeras elecciones municipales de la democracia. Permaneció en este cargo durante 8 años. Durante estos años impulsó intensamente el desarrollo de la actividad industrial en la comarca del Urola y fue uno de los promotores de las instalaciones de polígonos industriales.
En 1983 es elegido presidente del GBB, convirtiéndose en cabeza del PNV en Guipúzcoa y en 1984 finalmente es elegido presidente del Euskadi Buru Batzar, ejecutiva nacional del PNV.

### Presidente del PNV (1984-85)
Sudupe fue elegido presidente del PNV en mayo de 1984. En aquel momento el partido se encontraba ya claramente dividido en 2 sectores, los que gravitaban en torno a las figuras del anterior presidente del partido, Xabier Arzalluz y del lendakari del Gobierno Vasco Carlos Garaikoetxea. El sector de Arzalluz se consideraba de carácter más conservador, mientras que el de Garaikoetxea, más socialdemócrata o liberal. Aunque la elección de Sudupe suponía la salida de Arzalluz de la ejecutiva, se consideraba a Sudupe un hombre afín a la línea política de Arzalluz, que iba a proseguir una política continuista del anterior ejecutivo. Los analistas políticos consideraban que Arzalluz mantenía intacto su poder dentro del partido al haber copado la dirección del mismo con hombres de su confianza.
A los tres días de tomar Sudupe las riendas del PNV se produjo la primera gran crisis de su mandato, los 3 parlamentarios navarros del partido desobedecieron la consigna de la anterior ejecutiva nacionalista de favorecer un gobierno conservador en Navarra, de UPN y Coalición Popular. Gracias a los decisivos votos de estos 3 parlamentarios salió elegido Gabriel Urralburu del PSN-PSOE, nuevo presidente de Navarra. A raíz de este hecho la asamblea del PNV les expulsó del partido por desobedecer una orden directa de la ejecutiva nacional. Con estos tres parlamentarios abandonaron el PNV la mayoría de militantes navarros, que apoyaban la decisión de sus electos y que eran en su gran mayoría simpatizantes del sector Garaikoetxea. A raíz de este hecho el PNV prácticamente desapareció de Navarra como organización política.
Las tensiones no finalizaron tras aquel hecho, otro punto de fricción entre los sectores del PNV fue la Ley de Territorios Históricos (LTH). Frente a la decisión de la dirección del PNV de promover una LTH que otorgaba grandes competencias a las diputaciones forales, el ejecutivo vasco de Garaikoetxea deseaba una LTH que otorgara mayores competencias al Gobierno Vasco central. Sudupe se enfrentó directamente al lendakari Carlos Garaikoetxea para hacer valer la disciplina del partido en lo referente a la LTH. Aquel encontronazo acabó forzando la dimisión de Garaikoetxea como lendakari a principios de marzo de 1985. Este hecho le pasó factura a Sudupe. A principios de 1985 el sector de Garaikoetxea logró una abrumadora victoria en la renovación del GBB (Gipuzkoa Buru Batzar) dejando fuera del mismo a Sudupe. Desautorizado por este hecho Sudupe se vio forzado a dimitir siendo sustituido por el veterano militante nacionalista Jesús Insausti de forma interina. El mandato de Sudupe al frente del PNV duró unos 9 meses de profunda crisis. Finalmente el sector de Arzalluz logró mantenerse al frente del PNV pero a costa de la marcha del sector de Garaikoetxea que abandonó en masa la organización para formar un nuevo partido político, Eusko Alkartasuna.

### Carrera institucional posterior
Tras finalizar en 1987 su mandato como alcalde de Azcoitia pasó a ocupar cargos de responsabilidad en el Gobierno Vasco. Durante el primer mandato del lendakari José Antonio Ardanza, entre 1987 y 1989 fue Viceconsejero de Interior del Gobierno Vasco a las órdenes primero del consejero Luis María Retolaza y luego de Juan Lasa.
Con posterioridad salta a la política foral guipuzcoana. En 1991 su partido se hace con el control de la Diputación Foral de Guipúzcoa tras ganar las elecciones forales a Eusko Alkartasuna. Sudupe obtiene un alto cargo de responsabilidad en ese ejecutivo al ser nombrado diputado foral de Infraestructuras Viarias en la Diputación Foral de Guipúzcoa. En las siguientes elecciones forales, en 1995, pasa a ser cabeza de la lista de su partido y es elegido Diputado General de Guipúzcoa. Sería reelegido en ese cargo de nuevo en 1999.
Coincidiendo en 2003 con la finalización de su segundo mandato al frente de la Diputación de Guipúzcoa, el PNV le eligió para encabezar su candidatura a la alcaldía de San Sebastián, una tarea en la que se enfrentó entre otros candidatos a Odón Elorza, alcalde socialista desde 1991 y a la popular María San Gil. Con su candidatura los nacionalistas pretendían oponer un candidato conocido y con peso político al alcalde Elorza para tratar de acabar con la hegemonía socialista en el ayuntamiento donostiarra. En coalición con Eusko Alkartasuna y en parta gracias a la ausencia forzada de la izquierda abertzale en las elecciones, la coalición PNV-EA pasó de 7 a 9 concejales, pero los socialistas también vieron aumentar su número de concejales de 9 a 10. Así Sudupe fue incapaz de hacerse con la alcaldía y quedó con la tarea de ser cabeza de la oposición en al consistorio donostiarra.
A finales de 2003 se produjo un proceso de renovación de la dirección de su partido, que enfrentó a dos candidatos guipuzcoanos Josu Jon Imaz y Joseba Egibar por la presidencia. Imaz acabó logrando la presidencia por escaso margen quedando el partido profundamente dividido entre los partidarios de Imaz y los de Egibar. Durante ese proceso electoral Sudupe tomó claro partido por Imaz que era su ahijado político. En Guipúzcoa sin embargo los partidarios de Egibar acabaron por controlar la dirección regional del partido. Paulatinamente se produjo un distanciamiento entre la ejecutiva regional y Sudupe que acabó en abril de 2006 con la renuncia de Sudupe como portavoz municipal y su retirada de la primera línea de la política; tras haber sido apartado un mes antes de su cargo como vicepresidente y consejero de Kutxa por falta de confianza de su propio partido. Sudupe siguió como concejal hasta agotar la legislatura, pero sin dedicación total a las labores municipales y volvió a trabajar en la empresa privada, dentro de la empresa CIE Automotive. Durante esta época Sudupe se mostró públicamente crítico con el Plan Ibarretxe.
| Predecesor: Xabier Arzalluz | Presidente del PNV 1984-1985                            | Sucesor: Jesús Insausti                         |
| Predecesor: Eli Galdós      | Presidente de la Diputación Foral de Gipuzkoa 1995-2003 | Sucesor: Joxe Joan González de Txabarri Miranda |